# 히라야마 소타
히라야마 소타(일본어: 平山 相太, 1985년 6월 6일 ~ )는 일본의 전 축구 선수로서 현역 시절 포지션은 공격수였다.

## 클럽 경력
2005년, 네덜란드 에레디비시의 헤라클레스 알멜로에 입단하며 프로무대에 데뷔하였다. 청소년 대표팀에서의 활약과 헤라클레스 소속으로 맞은 첫 시즌에서의 준수한 활약으로 '괴물 유망주'로 불리며 대한민국의 박주영과 비견되었으나 2006년에 J리그 FC 도쿄로 이적하여 국내로 복귀한 후 기대에 못미치는 활약을 보였다. 하지만 2008년, FC 도쿄에 조후쿠 히로시 감독이 새로 취임한 후 좋은 활약을 보이고 있다.

## 국가대표팀 경력
그는 2003년 FIFA 세계 청소년 축구 선수권 대회에 참가할 일본 U-20 국가대표팀에 발탁되었으며, 4경기에 출전, 2득점을 넣었다.
그는 2004년 하계 올림픽에 참가할 일본 U-23 국가대표팀에 발탁되었으며, 1경기에 출전했다.
2005년 FIFA 세계 청소년 축구 선수권 대회에도 출전, 4경기에 출전, 1득점을 넣었다.
2010년 1월 6일, 예멘과의 경기에서 국제 A매치 데뷔 경기를 치렀고 이 경기에서 해트트릭을 기록하였다. 2010년 동아시아 축구 선수권 대회에도 출전했다. 이후의 국가대표 소집 때도 몇 차례 국가대표팀에 선발되며 2010년 FIFA 월드컵 출장 가능성을 키워갔으나 월드컵 최종 엔트리에 포함되진 못하였다. 그는 국제 A매치 통산 4경기에 출전, 3득점을 넣었다.

## 통계
| 일본 | 일본 | 일본 |
| 연도 | 출전 | 득점 |
| ---- | ---- | ---- |
| 2010 | 4    | 3    |
| 통산 | 4    | 3    |